# AGATA
AGATA는 1999년 리투아니아에 설립된 비영리 단체로, 리투아니아에서 음악 출판사와 연주자의 라이선스와 권리 등을 다룬다. 국제 음반 산업 협회 (IFPA) 소속인 AGATA는 2011년에는 작가, 배우, 연기자, 제작자에 대한 보상금을 징수하는 기관으로 지정되었다. 2018년 9월부터 매주 리투아니아에서 가장 인기 있는 앨범과 싱글 100개를 선정한 차트를 발행하며, 스포티파이, 애플 뮤직, 디저, 아이튠즈, 구글 플레이, 샤잠을 기반으로 한다.